# ОШ „9. српска бригада” Бољевац
ОШ „9. српска бригада” у Бољевцу је једна од установа основног образовања на територији општине Бољевац.

## Историјат школе
Школа је почела са радом школске 1841/1842. години и учили су се предмети по  Настављенију из 1838. године и то: молитве, катихизис, писање и читање, црквену историју, правопис, српску граматику, рачун и црквено појање.
Године 1851. школа је бројала 53 ученика. За учитеље основних школа примана су лица са завршеном богословијом или гимназијом. Основно школовање до 1863. године у селима је трајало три, а у варошима четири године. Школска година почињала је 1. августа, а завршавала се 30. јуна. Женска школа у Бољевцу се отвара 1872. године, а школске 1875/1876. године школа је први пут имала два учитеља у мушкој основној школи. 
Током Првог светског рата запаљена је зграда основне школе. Већ у марту 1919. године школски одбор је извршио упис 45 ученика у први разред. Законом о народним школама из 1929. године уводи се осмогодишње школовање. 
На почетку школске 1940/1941. године, у три одељења Основне школе у Бољевцу уписано је укупно 129 ученика. У то време на подручју матичне школе постојале су и радиле школе у Бачевици, Валакоњу, Валакоњу Букову, Врбовцу, Добром Пољу, Добрујевцу, Илину, Јабланици, Кривом Виру, Лукову, Малом Извору, Мирову, Рујишту и Ртњу. 
У борби вођеној 12. августа 1944. године школска зграда је срушена, која је током 1946. године обновљена.
Школска 1954/1955. година означава почетак живота и рада бољевачке школе као потпуне осмогодишње школе. Укупан број ученика у том тренутку од првог до осмог разреда је 283. Од 1961/1962. године настава се одвија у две смене.
Одлуком Скупштине општине Бољевац од 16. децембра 1976. године, Основна школа у Бољевцу добила је данашње име.

## Школа данас
Школа има 450 ученика од првог до осмог разреда у матичној школи и осам издвојених одељења. У школи ради 29 наставника, 16 учитеља, три стручна сарадника, школски психолог, библиотекар и логопед, секретар, директор школе, шеф рачуноводства, финансијско – књиговодствени радник и 20 помоћних радника. Настава се и даље организује у две смене.